# Springvale Airport (flygplats i Australien, Queensland)
Springvale Airport är en flygplats i Australien. Den ligger i kommunen Diamantina och delstaten Queensland, omkring 1 300 kilometer väster om delstatshuvudstaden Brisbane.
Trakten runt Springvale Airport är nära nog obefolkad, med mindre än två invånare per kvadratkilometer.. Det finns inga samhällen i närheten.
Omgivningarna runt Springvale Airport är i huvudsak ett öppet busklandskap. Genomsnittlig årsnederbörd är 232 millimeter. Den regnigaste månaden är februari, med i genomsnitt 76 mm nederbörd, och den torraste är augusti, med 1 mm nederbörd.